# 大平寺 (那須烏山市)
大平寺（たいへいじ）とは那須烏山市滝にある天台宗の寺の事である。山名は瀧尾山。川口松太郎の小説「蛇姫様」のモデルとなった「於志賀姫」の墓で知られる寺院である。

## 文化財
以下の文化財は那須烏山市HPの情報である。
- 木造　千手観音菩薩立像 （県指定文化財）
- 天蓋（県指定文化財）
- 太平寺仁王門（市指定文化財）
- 木食上人像（市指定文化財）
- 二十八部衆像及び風神・雷神像（市指定文化財）
- 仁王像（市指定文化財）
- 透し彫嵌込み扉（市指定文化財）
- 烏山藩主大久保家累代位牌（市指定文化財）
- 阿弥陀堂の千体仏（市指定文化財）

## 交通アクセス
- 烏山線滝駅徒歩約５分